# Diecéze Aræ v Mauretánii
Diecéze Aræ v Mauretánii je titulární diecéze římskokatolické církve.

## Historie
Aræ v Mauretánii je ztotožnitelná s Ksar-Tarmounth v dnešním Alžírsku. Bylo to starověké biskupské sídlo v římské provincii Mauritania Sitifense.
Není známý žádný biskup této diecéze. Nicméně, na konferenci v Kartágu roku 411 byli dva biskupové donatisté, kteří se podepsali jako biskupové Arensis, jsou to Secondus a Donatus. Není ale jasné, jestli byli z Aræ v Mauretánii nebo z Aræ v Numidii.
Dnes je Aræ v Mauretánii využívána jako titulární biskupské sídlo; současným titulárním biskupem je Patrick Mumbure Mutume, pomocný biskup diecéze Mutare.

## Seznam titulárních biskupů
- 1964–1966 Michel-Jules-Joseph-Marie Bernard, C.S.Sp.
- 1966–1970 Lucien-Sidroine Lebrun
- 1971–1978 Antônio Sarto, S.D.B.
- od 1979 Patrick Mumbure Mutume